# Algeria International
Die Algeria International sind die offenen internationalen Meisterschaften von Algerien im Badminton. Bei den Titelkämpfen werden Punkte für die Badminton-Weltrangliste vergeben. Mit der Durchführung der Meisterschaften werden die Anstrengungen des Badmintonverbandes von Algerien manifestiert, dem Badmintonsport im nordafrikanischen Land weiteren Aufschwung zu verleihen und den Anschluss an die afrikanische Spitze herzustellen. Mit den Ergebnissen von Nabil Lasmari, welcher die Erstauflage der Veranstaltung 2007 im Herreneinzel gewann, konnte Algerien erste Erfolge verzeichnen. 2017 initiierte das Land das Algeria Juniors für Nachwuchsspieler.

## Turniersieger
| Jahr      | Herreneinzel       | Dameneinzel            | Herrendoppel                           | Damendoppel                     | Mixed                                   |
| --------- | ------------------ | ---------------------- | -------------------------------------- | ------------------------------- | --------------------------------------- |
| 2007      | Nabil Lasmari      | Ana Moura              | Mohamed Mahlous Fateh Bettahar         | Shannon Pohl Anya Boudaoui      | Mohamed Mahlous Anya Boudaoui           |
| 2008 2017 | nicht ausgetragen  | nicht ausgetragen      | nicht ausgetragen                      | nicht ausgetragen               | nicht ausgetragen                       |
| 2018      | Bilal Elharab      | Halla Bouksani         | Mohamed Abderrahime Belarbi Adel Hamek | Doha Hany Hadia Hosny           | Mohamed Amine Guelmaoui Malak Ouchefoun |
| 2019      | Pablo Abián        | Marie Batomene         | Koceila Mammeri Youcef Sabri Medel     | Daniela Macías Dánica Nishimura | Jona van Nieuwkerke Lise Jaques         |
| 2020 2022 | nicht ausgetragen  | nicht ausgetragen      | nicht ausgetragen                      | nicht ausgetragen               | nicht ausgetragen                       |
| 2023      | Ade Resky Dwicahyo | Rosy Oktavia Pancasari | Koceila Mammeri Youcef Sabri Medel     | Amy Ackerman Deidre Laurens     | Koceila Mammeri Tanina Violette Mammeri |
| 2024      | Aria Dinata        | Yasmine Hamza          | Koceila Mammeri Youcef Sabri Medel     | Téa Margueritte Flavie Vallet   | Koceila Mammeri Tanina Violette Mammeri |